# Forte de Santana do Estreito
O Forte de Sant'Ana do Estreito, ou simplesmente Forte de Santana, localiza-se na cidade de Florianópolis, estado de Santa Catarina, no Brasil.
Em posição dominante na altura do estreito entre a ilha de Santa Catarina e o continente, destinava-se à defesa do antigo ancoradouro da Vila de Nossa Senhora do Desterro (hoje cidade de Florianópolis).

## História
Em 1760, por determinação do ministro Marquês de Pombal (1750-1777), o governador e capitão-general da Capitania do Rio de Janeiro, Gomes Freire de Andrade (1733-1763), enviou o tenente-coronel José Custódio de Sá e Faria, do Real Corpo de Engenheiros, para fazer um levantamento das defesas erguidas pelo brigadeiro José da Silva Pais na ilha de Santa Catarina. Como resultado, aquele oficial concluiu que, se as fortalezas da barra Norte da ilha fossem ultrapassadas ou contornadas, a vila do Desterro ficaria sem defesa ante um invasor. Propôs desse modo a ereção de dois fortins ou baterias, um na praia de Fora, ao Norte da vila (o Forte de São Francisco Xavier da Praia de Fora), outro na ponta da ilha mais próxima ao continente - o Forte de Sant'Ana do Estreito.
Construído em 1763, no governo do coronel Francisco Antônio Cardoso de Meneses e Sousa (1762 — 1765), com planta do próprio Tenente-coronel Sá e Faria (SOUZA, 1885:124; BOITEUX, 1912:234 apud CABRAL, 1972:13), destinava-se à defesa daquele ancoradouro no estreito, passagem entre as baía Norte e Sul da ilha. Por ter como padrasto o morro em cuja encosta se ergue, Monsenhor Pizarro afirma que o morro de Rita-Maria, que lhe é próximo, era o melhor local para se erguer uma fortaleza que dominasse o estreito, a praia de Fora, e a vila (PIZARRO. Memória Histórica do Rio de Janeiro (Vol. IX), p. 271. apud: SOUZA, 1885:124).
Essa posição foi reforçada a partir de 1793 com a construção do Forte de São João do Estreito, que lhe era fronteiro, pelo Continente.
O primeiro comandante conhecido do forte foi o Alferes Rodrigo José Brandão, natural da Bahia. Artilhado originalmente com nove peças (SOUZA, 1885:124), conservava dez de diferentes calibres (seis de ferro e quatro de bronze, em precário estado de conservação), quando do levantamento efetuado em 1786 pelo Alferes José Correia Rangel para a Coroa Portuguesa.
Na segunda metade do século XIX este forte passou a abrigar a recém-criada Escola de Aprendizes-Marinheiros de Santa Catarina (1857), vindo a receber reformas em 1863, e alguns reparos em 1876, quando ali se alojou a Companhia dos Inválidos. Na ocasião, o Ministro da Guerra, Duque de Caxias, mandou fornecer ao forte quatro canhões antecarga raiados La Hitte, calibre 12. SOUZA (1885) refere que, à época (1885), servia para a polícia do Porto (op. cit., p. 124). Quando da Revolução Federalista (setembro de 1893), os parapeitos do forte chegaram a ser rasgados para a instalação de canhões Krupp, que no entanto acabaram destinados à praia de Canasvieiras para dar combate às embarcações rebeldes fundeadas na baía Norte. Prevendo um ataque à capital, o Alferes Hermínio Coelho dos Santos, comandante do 25º Batalhão de Infantaria no Forte de Santana, reuniu alguns antigos canhões antecarga, de ferro, utilizados como enfeite à época, enterrados invertidos pela metade em logradouros públicos. Ainda assim trocou tiros com embarcações da esquadra rebelde: o Cruzador República e o Vapor Palas (GARRIDO, 1940:143), que fora do alcance daquela precária artilharia (alcance aproximado de 300 metros), bombardearam o forte, forçando o seu comandante, ferido na ocasião com mais um soldado, a ordenar o cessar-fogo. Em 1898, o comandante do forte à época, relata que seria necessária uma grande restauração no conjunto da fortificação.
Considerado fora de serviço a partir de maio de 1907, passou ao Ministério da Agricultura, que nele instalou uma estação meteorológica (Aviso de 26 de julho de 1912) (GARRIDO, 1940:143). Sob a atual Ponte Hercílio Luz, que desde a década de 1920 liga a ilha ao continente, o Forte de Sant'Ana foi tombado pelo Patrimônio Histórico e Artístico Nacional em 1938.
Abandonado, esteve invadido por populações de baixa-renda até 1969. De propriedade da União e sob administração do governo estadual, foi restaurado definitivamente pelo Instituto do Patrimônio Histórico e Artístico Nacional entre 1969-1970, que lhe devolveu as formas originais, sendo o primeiro trabalho desta natureza realizado em fortificações catarinenses. Abriga, desde 1975, em prédio anexo, o Museu de Armas Major Antônio de Lara Ribas, da Polícia Militar do Estado de Santa Catarina, inaugurado em 14 de março fruto de convênio firmado entre o IPHAN e a prefeitura , com a interveniência da Polícia Militar do estado.
A restauração deste forte marcou o início do processo de redescoberta e recuperação das fortificações catarinenses, durante anos abandonadas e arruinadas.

## Características

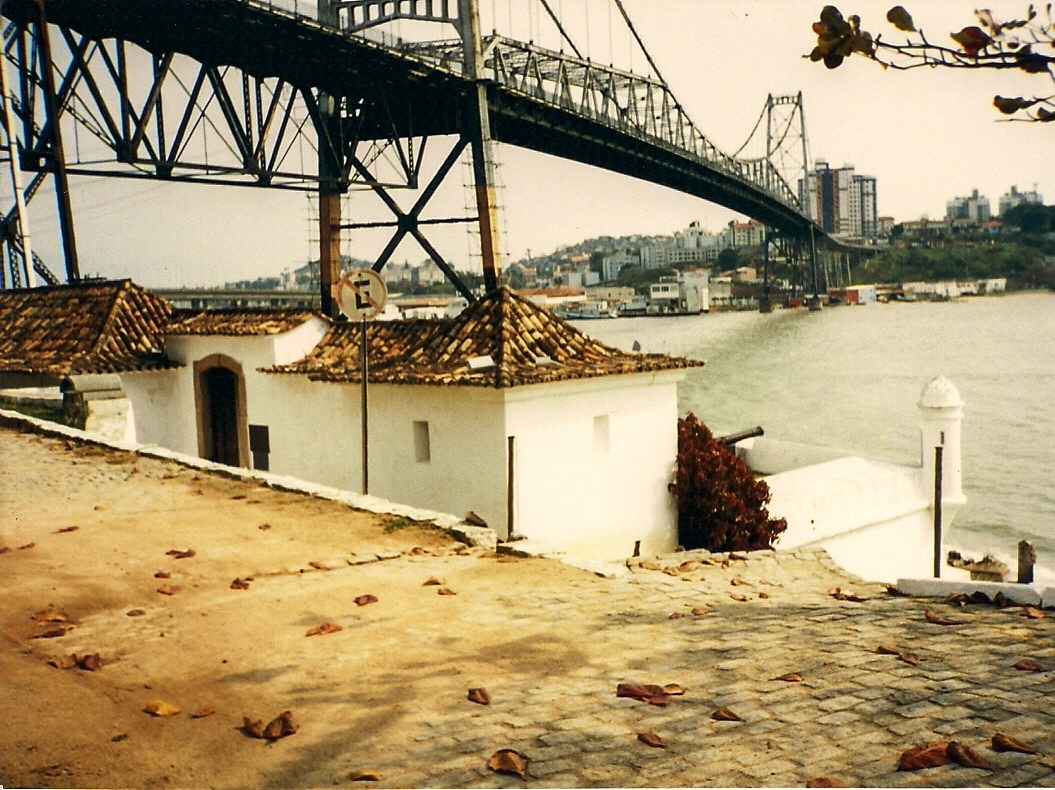
Forte de Santana, Florianópilis.

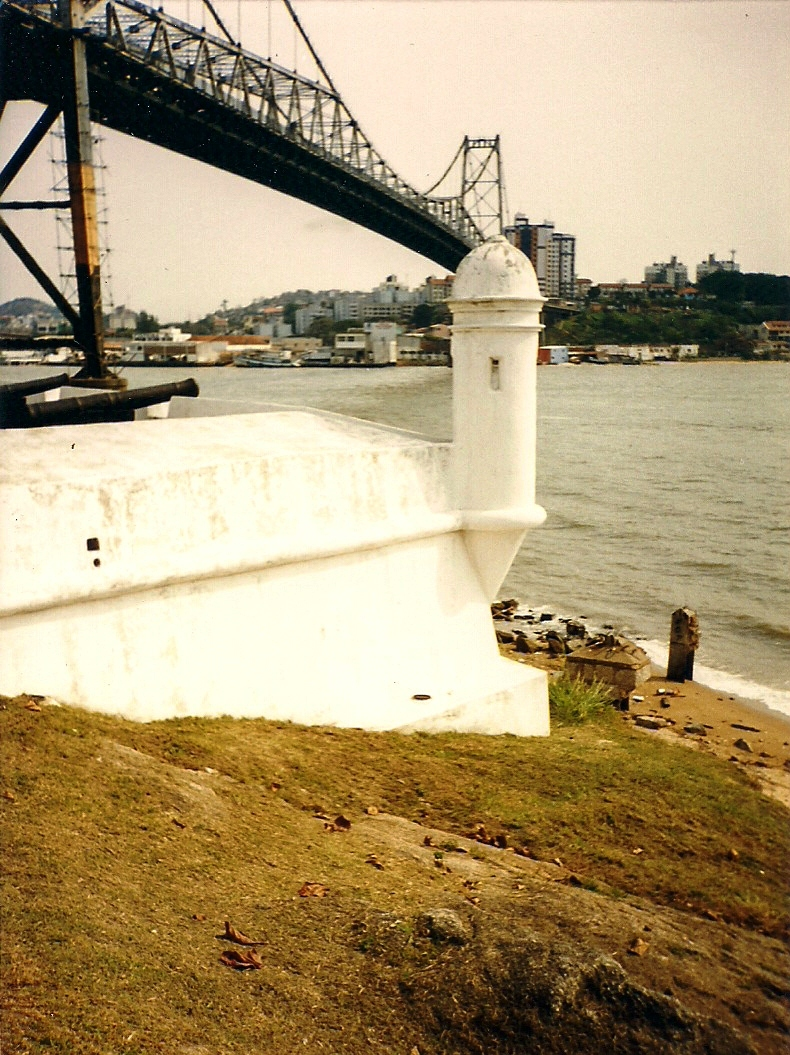
Forte de Santana: detalhe da guarita.

O Forte de Santana, em alvenaria de pedra e cal, foi erguido sobre um único terrapleno, sustentado por muralhas de 1,20 metros de espessura no parapeito, com planta na forma de um hexágono irregular, e uma única guarita circular sobre o respectivo pião, no vértice da muralha vigiando o canal da baía norte. O projeto original compreende um conjunto linear de edificações de um pavimento, em alvenaria de pedra, com cobertura em quatro águas, que se abrem para o terrapleno onde se dispunham sete canhoneiras em tijoleira à barbeta, apresentando apenas o estritamente necessário para o funcionamento regular da fortificação:
- Corredor de Acesso e Portada
- Plataforma ou terrapleno, com sete canhoneiras dispostas
- Quartel dos Soldados (Quartel da Tropa)
- Cozinha
- Quartel dos Oficiais (Casa do Comandante)
- Corpo da Guarda
- Casa da Palamenta
- Casa da Pólvora (Paiol da Pólvora)

## Tiradentes e o Forte de Santana
Com relação à pretensa passagem de Tiradentes por este forte em Santa Catarina, o historiador mineiro Augusto de Lima Jr. (História da Inconfidência de Minas Gerais, e artigo no jornal Minas Gerais, em 21 abr. 1959), afirma que o Alferes Joaquim José da Silva Xavier (1746-92) - o Tiradentes -, que sentou praça (ingressou na vida militar) em 1769 na Companhia de Cavalaria de Guarda dos Vice-Reis, passando pelos postos de soldado, cabo, furriel e sargento, para ser promovido a alferes em 1776, ainda no posto de praça de pré, teria seguido para Santa Catarina com a tropa de reforços contra o invasor D. Pedro Ceballos. Os Autos da Devassa, entretanto, esclarecem que Tiradentes "sentou praça em 1º de dezembro de 1775" na 6ª Companhia do Regimento de Cavalaria Regular da Capitania de Minas Gerais, no posto de alferes, percebendo um soldo de 24$000 (vinte e quatro mil réis), do qual firmou recibo (Autos da Devassa da Inconfidência Mineira (2ª ed.). Brasília: Câmara dos Deputados; Belo Horizonte: Imprensa Oficial de Minas Gerais, 1976-1983 (10 vol.), vol. 10, p. 10, apud: OLIVEIRA, Almir. O Alferes Tiradentes. Revista Correio Filatélico. Ano 16, Março/Abril 1992, nr. 135. p. 27). Entre 1776 e 1779 a defesa do Rio de Janeiro foi reforçada com efetivos de outras regiões, ante a ameaça de um possível ataque de forças espanholas, em ofensiva no Sul (ver invasão espanhola de 1777). JARDIM (1989) informa que a amizade entre o Alferes Joaquim José e o então major da Guarda dos Vice-Reis Francisco de Paula Freire de Andrada "nascera no Rio de Janeiro, quando em 1779 lá se encontraram, estando Tiradentes e Francisco de Paula designados para conduzir soldados aos Sul do país." (p. 49). Teria Tiradentes estado em Santa Catarina entre 1777-1779?
Do conjunto de edifícios originais, somente a sala do Paiol da Pólvora não está presente na construção atual. Na fachada, as aberturas com molduras de pedra alternam vergas retas e em arco abatido, sobressaindo a portada de granito à entrada do forte. O telhado, em suave inclinação, reproduz um aspecto da arquitetura oriental. Forte e Museu podem ser visitados diariamente à avenida Beira-Mar Norte, sob a Ponte Hercílio Luz, centro de Florianópolis. A entrada é franca e o conjunto possui estacionamento próprio. 

###### Arqueologia no Forte Santana do Estreito
Em 2020/2021 o Forte Santana passou por Acompanhamento Arqueológico, coordenado pelo arqueólogo e historiador Jefferson Batista Garcia. O acompanhamento técnico fez parte do projeto de restauração realizado pela empresa Magapavi Construtora por meio de contrato celebrado com o IPHAN-SC. Os resultados obtidos foram de 458 artefatos arqueológicos identificados durante as obras e que podem ser verificados através do catálogo e do Relatório Final desenvolvidos pelo arqueólogo responsável. Acesse <https://sei.iphan.gov.br> e digite o número do processo, 01510.000497/2020-21. O material arqueológico coletado em campo ficará sob guarda do Museu de Arqueologia e Etnologia da UFSC (MArquE) – Oswaldo Rodrigues Cabral, para curadoria, pesquisa e exposição. 